# Иоанн Ангел
Иоанн Ангел (греч. Ἰωάννης Ἄγγελος) — византийский аристократ, полководец и наместник. Впервые он отличился при подавлении восстания в Эпире в 1339—1340 годах, куда его потом назначили губернатором. Родственник Иоанна Кантакузина, он принял участие в византийской гражданской войне, и в награду в 1342 году получил Фессалию (и возможно Эпир), которыми управлял до своей смерти в 1348 году.

## Происхождение
Неизвестны имена родителей Иоанна, но его усыновил протовестиарий Андроник Палеолог.
Иоанн Ангел был родственником (племянником или кузеном, что более вероятно) Иоанна VI Кантакузина, близкого друга и сподвижника императора Андроника III (пр. 1328—1341), и позже стал править Византией под именем Иоанна VI (пр. 1341—1354). В своих мемуарах, Кантакузин заявлял о том, что сам обучал Иоанна Ангела военному искусству.

## Биография

### Карьера при Андронике III Палеологе
Иоанн Ангел впервые упоминается в 1328 году, когда он был правителем города Кастория.
В 1336 году умер деспот Эпира Иоанн II Орсини, и император Андроник III захватил его владения в Фессалии (1334), а также Эпир и южную и центральную части Албании в 1337 году. В 1336/1337 году Ангел получил пост губернатора (кефала) Янины с титулом пинкерна. Местное население приняло новую власть, но 1339 году в Эпир прибыл сын Иоанна II Никифор II Орсини. Вскоре была потеряна власть над несколькими ключевыми городами, включая столицу Эпира Арту. В этом году Ангел был послан императором вместе с губернатором Фессалии Михаилом Мономахом во главе авангарда, чтобы предотвратить распространение восстания на близлежащие регионы. Андроник и Кантакузин прибыли летом 1340 года. Порядок был наведён к концу года, и Иоанн стал управлять Эпиром из Арты..

### Гражданская война
Иоанн был губернатором Эпира вплоть до гибели Андроника III в июне 1341 года. После этого его лишили должности, и вместе с делегацией аристократов он отправился навестить Кантакузина в Дидимотике. С момента начала гражданской войны он поддержал своего родственника и присутствовал на его провозглашении императором 26 октября 1341 года. Летом 1342 года Ангел сопровождал Иоанна в его неудачном походе на Фессалонику и в последующем бегстве к сербскому правителю Стефану Душану (пр. 1331—1346).
Но в этом году фессалийские архонты предложили Кантакузину свою поддержку, и он специальным хрисовулом назначил Ангела правителем Фессалии. Несмотря на данный ему Кантакузиным ранг севастократора и автономию, власть Иоанна была ограниченной, и он по сути был представителем императора. На этом посту он отлично проявил себя: воспользовавшись ослаблением каталонцев в Афинском герцогстве, он захватил соседние южные владения и позже занял Эпир и Акарнанию. Этими действиями он помог Иоанну Кантакузину. В начале 1343 года Иоанн, находясь во главе фессалийской кавалерии, участвовал в неудачной атаке на Фессалоники.
Иоанн Ангел продолжил управлять Фессалией (возможно, также Эпиром и Этолией и Акарнанией) вплоть до 1347 года. Осенью 1347 года сербы заняли Эпир, а спустя несколько месяцев — Фессалию, которой начал править сербский полководец Григорий Прелюб. Сам Иоанн Ангел погиб от чёрной чумы в следующем 1348 году

## Семья
Очень мало известно о личной жизни Иоанна. Его женой была одна из дочерей протовестиария Андроника Палеолога, сестра правительницы Эпира Анны Палеолог. Неизвестно, были ли у них дети, хотя некоторые авторы указывают на то, что братья «Пинкернаиои», действовавшие в Эпире в XV веке, были его потомками.